# Gertrudes Margarida de Jesus
Gertrudes Margarida de Jesus (Portugal, siglo XVIII) fue una escritora portuguesa que publicó en 1761 sus Cartas apologéticas en respuesta a las acusaciones de que las mujeres eran inferiores a los hombres, un siglo antes de que Maria Lamas o Ana de Castro Osório impulsaran los movimientos feministas en Portugal.

## Trayectoria
Gertrudes Margarida de Jesus fue una mujer erudita, con cierto dominio del latín, y acceso a textos franceses, alemán e italiano. Se sabe que fue una mujer religiosa, y la autora de dos folletos de cordel, la Primera y segunda carta apologética en defensa de las mujeres, que fueron publicadas el 4 de marzo de 1761 por la Oficina de Francisco Borges de Sousa.
Sus escritos revelan un dominio de la técnica retórica, argumentando sólidamente contra las acusaciones masculinas. A través de su humor, la autora demuestra tener un alto nivel intelectual, considerándose fluente tanto en italiano como en francés.
En su obra cita a Lucrécia Marinella, Marguerite, Isabel Sofia Cheron y Anna Maria van Schurman, mujer de letras admirada en aquella época. Se cree que pudo haber tenido contacto con la publicación de la primera Carta apologética del padre António Vieira, publicada en 1757.
Algunas investigaciones identifican en sus Cartas un tipo de protofeminismo, décadas antes de que Maria Lamas o Ana de Castro Osório impulsaran el feminismo en Portugal.

### Las Cartas apologéticas
Ambas obras llevaban por título completo Primeira carta apologetica, em favor, e defensa das mulheres, escrita por Dona Gertrudes Margarida de Jesus, ao irmaõ amador do Dezengano, com a qual destroe toda a fabrica do seu Espelho Critico (en español: Primera carta apologética, en favor y defensa de la mujer, escrita por doña Gertrudes Margarida de Jesus, al hermano Amador do Dezengano, con la que destruye toda la maquinaria de su Espejo Crítico) y Segunda carta apologetica, em favor, e defensa das mulheres, escrita por Gertrudes Margarida de Jesus, ao irmão Amador do Dezengano, com a qual destroe toda a fabrica do seu Espelho Critico e se responde ao terceiro defeito, que nelle contemplou (en español: Segunda carta apologética, en favor y defensa de la mujer, escrita por Gertrudis Margarida de Jesus, al hermano Amador do Dezengano, con la que destruye toda la trama de su Espejo Crítico y responde al tercer defecto, que vio en él).
Estos textos nacieron como respuesta al texto "Espelho critico, no qual claramente se vem alguns defeitos das mulheres, fabricado na loja da verdade pelo Irmão Amador do Dezengano, que pode servir de estimulo para a reforma dos mesmos defeitos" (en español: Un espejo crítico en el que podemos ver claramente algunos de los defectos de la mujer, hecho en la tienda de la verdad por el Hermano Amador do Dezengano, que puede servir de estímulo para reformar los mismos defectos), publicado tres meses antes, que señalaba los defectos que según el autor hacían a la mujer inferior al hombre. Gertrudes Margarida de Jesus cuestionó esta posición a través de un argumento basado en el derecho a la cultura alfabetizada y a una vida personal plena en un universo intelectual monopolizado por los hombres. Sus cartas utilizan una defensa de la mujer de carácter intelectualizado y emplean recursos retóricos similares a los utilizados por Desengano, a través de los cuales aborda y deconstruye cada uno de sus argumentos con ironía y sarcasmo.
En sus textos menciona dos fuentes: el Diccionario histórico, de Monsieur Abbade (Jean-Baptiste) Ladvocat y el Theatro Heroino, de Damião Froes Perym. Algunas investigaciones asocian los ejemplos femeninos citados en sus obras con el monje benedictino Benito Jerónimo Feijoo, concretamente con un ensayo titulado Defensa de las Mujeres, que cuestionaba la opinión generalizada en la época sobre la inferioridad intrínseca de la mujer.

## Obra
- Jesus, Gertrudes Margarida de; Primeira carta apologetica, em favor, e defensa das mulheres, escrita por Dona Gertrudes Margarida de Jesus, ao irmaõ amador do Dezengano, com a qual destroe toda a fabrica do seu Espelho Critico. - Lisboa, en el Taller de Francisco Borges de Sousa, 1761. - 13, [3 p.] p. ; 4º (21 cm).[10]
- Jesus, Gertrudes Margarida de; Segunda carta apologetica, em favor, e defensa das mulheres, escrita por Gertrudes Margarida de Jesus, ao irmão Amador do Dezengano, com a qual destroe toda a fabrica do seu Espelho Critico. e se responde ao terceiro defeito, que nelle contemplou, en el Taller de Francisco Borges de Sousa, 1761. - 12, [3] p. ; 4º (20 cm).[11]